# Liste der Lieder von Survivor
Dies ist eine Liste der Lieder der US-amerikanische Rockband Survivor. Des Weiteren befinden sich alle regulären Studiosongs und exklusive Livetracks in dieser alphabetisch sortierten Liste. Sie gibt Auskunft über die Urheber und Sänger. Single-Auskopplungen sind fett gedruckt.

## Liste
| Titel                                 | Jahr | Album                       | Autor, Autoren                                            | Gesang                    |
| ------------------------------------- | ---- | --------------------------- | --------------------------------------------------------- | ------------------------- |
| 20/20                                 | 1979 | Survivor                    | Dennis Johnson, Jim Peterik, Gary Smith, Frankie Sullivan | Dave Bickler              |
| Across the Miles                      | 1988 | Too Hot to Sleep            | Jim Peterik, Frankie Sullivan                             | Jimi Jamison, Rory Dodd   |
| American Heartbeat                    | 1981 | Eye of the Tiger            | Jim Peterik, Frankie Sullivan                             | Dave Bickler              |
| As Soon As Love Finds Me              | 1979 | Survivor                    | Dennis Johnson, Jim Peterik, Gary Smith, Frankie Sullivan | Dave Bickler              |
| Backstreet Love Affair                | 1986 | When Seconds Count          | Jim Peterik, Frankie Sullivan                             | Jimi Jamison              |
| Broken Promises                       | 1984 | Vital Signs                 | Jim Peterik, Frankie Sullivan                             | Jimi Jamison              |
| Burning Bridges                       | 1988 | Too Hot to Sleep            | Jim Peterik, Frankie Sullivan                             | Jimi Jamison              |
| Burning Heart                         | 1986 | When Seconds Count          | Jim Peterik, Frankie Sullivan                             | Jimi Jamison              |
| Can't Getcha Offa My Mind             | 1979 | Survivor                    | Jim Peterik, Frankie Sullivan                             | Dave Bickler              |
| Can't Give It Up                      | 1988 | Too Hot to Sleep            | Jim Peterik, Frankie Sullivan                             | Jimi Jamison              |
| Can't Let You Go                      | 1986 | When Seconds Count          | Jim Peterik, Frankie Sullivan                             | Jimi Jamison              |
| Caught in the Game                    | 1983 | Caught in the Game          | Jim Peterik, Frankie Sullivan                             | Dave Bickler              |
| Chevy Nights                          | 1981 | Premonition                 | Jim Peterik                                               | Dave Bickler              |
| Children of the Night                 | 1981 | Eye of the Tiger            | Jim Peterik, Frankie Sullivan                             | Dave Bickler              |
| Desperate Dreams                      | 1988 | Too Hot to Sleep            | Jim Peterik, Frankie Sullivan                             | Jimi Jamison              |
| Didn't Know It Was Love               | 1988 | Too Hot to Sleep            | Jim Peterik, Frankie Sullivan                             | Jimi Jamison              |
| Don't Give Up                         | 2006 | Reach                       | Jimi Jamison, Todd Smallwood, Frankie Sullivan            | Jimi Jamison              |
| Ever Since the World Began            | 1981 | Eye of the Tiger            | Jim Peterik, Frankie Sullivan                             | Dave Bickler              |
| Everlasting                           | 1984 | Vital Signs                 | Jim Peterik, Frankie Sullivan                             | Jimi Jamison              |
| Eye of the Tiger                      | 1981 | Eye of the Tiger            | Jim Peterik, Frankie Sullivan                             | Dave Bickler              |
| Feels Like Love                       | 1981 | Eye of the Tiger            | Jim Peterik, Frankie Sullivan                             | Dave Bickler              |
| Fire Makes Steel                      | 2006 | Reach                       | Jim Peterik, Frankie Sullivan                             | Jimi Jamison              |
| First Night                           | 1984 | Vital Signs                 | Jim Peterik, Frankie Sullivan                             | Jimi Jamison              |
| Freelance                             | 1979 | Survivor                    | Dennis Johnson, Jim Peterik, Frankie Sullivan             | Dave Bickler              |
| Give Me the Word                      | 2006 | Reach                       | Amy Jamison, Frankie Sullivan, Jimi Jamison               | Jimi Jamison              |
| Half of My Heart                      | 2006 | Reach                       | Todd Smallwood, Frankie Sullivan                          | Jimi Jamison              |
| Half-Life                             | 1983 | Caught in the Game          | Jim Peterik, Frankie Sullivan                             | Dave Bickler              |
| Heart's a Lonely Hunter               | 1981 | Premonition                 | Jim Peterik, Frankie Sullivan                             | Dave Bickler              |
| Here Comes Desire                     | 1988 | Too Hot to Sleep            | Jim Peterik, Frankie Sullivan                             | Jimi Jamison              |
| Hesitation Dance                      | 1981 | Eye of the Tiger            | Jim Peterik, Frankie Sullivan                             | Dave Bickler              |
| High on You                           | 1984 | Vital Signs                 | Jim Peterik, Frankie Sullivan                             | Jimi Jamison              |
| Home                                  | 2006 | Reach                       | Jimi Jamison, Todd Smallwood, Frankie Sullivan            | Jimi Jamison              |
| How Much Love                         | 1986 | When Seconds Count          | Jim Peterik, Frankie Sullivan                             | Jimi Jamison              |
| Hungry Years                          | 1993 | Greatest Hits               | Dave Bickler, Jim Peterik, Frankie Sullivan               | Dave Bickler              |
| I Can't Hold Back                     | 1984 | Vital Signs                 | Jim Peterik, Frankie Sullivan                             | Jimi Jamison              |
| I Don't                               | 2006 | Reach                       | Dave Bickler, Frankie Sullivan                            | Frankie Sullivan          |
| I Never Stopped Loving You            | 1983 | Caught in the Game          | Jim Peterik, Frankie Sullivan                             | Dave Bickler              |
| I See You in Everyone                 | 1984 | Vital Signs                 | Jim Peterik, Frankie Sullivan                             | Jimi Jamison              |
| I'm Not That Man Anymore              | 1981 | Eye of the Tiger            | Jim Peterik, Frankie Sullivan                             | Dave Bickler              |
| In Good Faith                         | 1986 | When Seconds Count          | Jimi Jamison, Jim Peterik, Frankie Sullivan               | Jimi Jamison              |
| Is This Love                          | 1986 | When Seconds Count          | Jim Peterik, Frankie Sullivan                             | Jimi Jamison              |
| It Doesn't Have to Be This Way        | 1983 | Caught in the Game          | Jim Peterik, Frankie Sullivan                             | Dave Bickler              |
| It's the Singer, Not the Song         | 1984 | Vital Signs                 | Jim Peterik, Frankie Sullivan                             | Jimi Jamison              |
| Jackie Don't Go                       | 1983 | Caught in the Game          | Jim Peterik, Frankie Sullivan                             | Dave Bickler              |
| Keep It Evergreen                     | 2003 | Empires                     |                                                           | Jimi Jamison              |
| Keep It Right Here                    | 1986 | When Seconds Count          | Jimi Jamison, Jim Peterik, Frankie Sullivan               | Jimi Jamison              |
| Let It Be Now                         | 1979 | Survivor                    | Jim Peterik, Frankie Sullivan                             | Dave Bickler              |
| Light of a Thousand Smiles            | 1981 | Premonition                 | Jim Peterik                                               | Dave Bickler              |
| Love Has Got Me                       | 1979 | Survivor                    | Jim Peterik                                               | Dave Bickler, Jim Peterik |
| Love Is on My Side                    | 1981 | Premonition                 | Jim Peterik, Frankie Sullivan                             | Dave Bickler              |
| Man Against the World                 | 1982 | Caught in the Game          | Jim Peterik, Frankie Sullivan                             | Dave Bickler              |
| Nevertheless                          | 2006 | Reach                       | Jim Peterik, Frankie Sullivan                             | Frankie Sullivan          |
| Nothing Can Shake Me (From Your Love) | 1979 | Survivor                    | Jim Peterik                                               | Dave Bickler              |
| Oceans                                | 1986 | When Seconds Count          | Jim Peterik, Frankie Sullivan                             | Jimi Jamison              |
| One More Chance                       | 2006 | Reach                       | Dave Bickler, Frankie Sullivan                            | Jimi Jamison              |
| Poor Man's Son                        | 1981 | Premonition                 | Jim Peterik, Frankie Sullivan                             | Dave Bickler              |
| Popular Girl                          | 1984 | Vital Signs                 | Jim Peterik, Frankie Sullivan                             | Jimi Jamison              |
| Reach                                 | 2006 | Reach                       | Jimi Jamison, Todd Smallwood, Frankie Sullivan            | Jimi Jamison              |
| Ready for the Real Thing              | 1983 | Caught in the Game          | Jim Peterik, Frankie Sullivan                             | Dave Bickler              |
| Rebel Girl                            | 1979 | Survivor                    | Jim Peterik, Gary Smith                                   | Dave Bickler              |
| Rebel Son                             | 1986 | When Seconds Count          | Jimi Jamison, Jim Peterik, Frankie Sullivan               | Jimi Jamison              |
| Rhythm of the City                    | 1988 | Too Hot to Sleep            | Jimi Jamison, Jim Peterik, Frankie Sullivan               | Jimi Jamison              |
| Rhythm of Your Heart                  | 2006 | Reach                       | Curt Cuomo, Jim Peterik, Frankie Sullivan                 | Jimi Jamison              |
| Rockin' into the Night                | 2004 | Ultimate Survivor           | Jim Peterik, Frankie Sullivan, Gary Smith                 | Jimi Jamison              |
| Runway Lights                         | 1981 | Premonition                 | Jim Peterik, Frankie Sullivan                             | Dave Bickler              |
| Santa Ana Winds                       | 1983 | Caught in the Game          | Jim Peterik, Frankie Sullivan                             | Dave Bickler              |
| Seconds Away                          | 2006 | Reach                       | Mary Beth Derry, Adrian Gurvitz, Frankie Sullivan         | Jimi Jamison              |
| She's a Star                          | 1988 | Too Hot to Sleep            | Jim Peterik, Frankie Sullivan                             | Jimi Jamison              |
| Silver Girl                           | 1981 | Eye of the Tiger            | Jim Peterik, Frankie Sullivan                             | Dave Bickler              |
| Slander                               | 1983 | Caught in the Game          | Jim Peterik, Frankie Sullivan                             | Dave Bickler              |
| Somewhere in America                  | 1979 | Survivor                    | Jim Peterik                                               | Dave Bickler              |
| Summer Nights                         | 1981 | Premonition                 | Jim Peterik, Frankie Sullivan                             | Dave Bickler              |
| Take You on a Saturday                | 1981 | Premonition                 | Jim Peterik, Frankie Sullivan                             | Dave Bickler              |
| Talkin' 'Bout Love                    | 2006 | Reach                       | Chris Grove, Frankie Sullivan                             | Jimi Jamison              |
| Tell Me I'm the One                   | 1988 | Too Hot to Sleep            | Jim Peterik, Frankie Sullivan                             | Jimi Jamison              |
| The Moment of Truth                   | 1984 | Vital Signs                 | Jim Peterik, Frankie Sullivan                             | Jimi Jamison              |
| The One That Really Matters           | 1981 | Eye of the Tiger            | Jim Peterik                                               | Dave Bickler              |
| The Search Is Over                    | 1984 | Vital Signs                 | Jim Peterik, Frankie Sullivan                             | Jimi Jamison              |
| The Ultimate Survival Mix             | 1985 | The Search Is Over (Single) |                                                           | Jimi Jamison              |
| Too Hot to Sleep                      | 1988 | Too Hot to Sleep            | Jimi Jamison, Jim Peterik, Frankie Sullivan               | Jimi Jamison              |
| What Do You Really Think?             | 1983 | Caught in the Game          | Jim Peterik                                               | Dave Bickler              |
| Whatever It Takes                     | 1979 | Survivor                    | Dennis Johnson, Jim Peterik, Gary Smith, Frankie Sullivan | Dave Bickler              |
| When Seconds Count                    | 1986 | When Seconds Count          | Jim Peterik, Frankie Sullivan                             | Jimi Jamison              |
| Whole Town's Talkin'                  | 1979 | Survivor                    | Dennis Johnson, Jim Peterik, Gary Smith, Frankie Sullivan | Dave Bickler              |
| You Know Who You Are                  | 1993 | Greatest Hits               | Jim Peterik, Frankie Sullivan                             | Dave Bickler              |
| Youngblood                            | 1979 | Survivor                    | Dennis Johnson, Jim Peterik, Frankie Sullivan             | Dave Bickler              |